# Saint-Geniès-de-Fontedit
Saint-Geniès-de-Fontedit é uma comuna francesa na região administrativa de Occitânia, no departamento de Hérault. Estende-se por uma área de 9,24 km². Em 2010 a comuna tinha 1 660 habitantes (densidade: 179,7 hab./km²).